# 홍서봉 신도비 및 묘역
홍서봉 신도비 및 묘역은 대한민국 경기도 양주시 남면 상수리에 있다. 2006년 1월 19일 양주시의 향토유적 제17호로 지정되었다.

## 개요
본관은 남양(南陽). 자는 휘세(輝世), 호는 학곡(鶴谷). 할아버지는 관찰사 춘경(春卿)이며, 아버지는 도승지 천민(天民)이다. 1590년(선조 23) 진사시에 합격했고, 1594년 별시문과에 급제했다. 정언·부수찬·이조좌랑·성주목사·경기도암행어사·응교 등을 역임했고, 1608년(광해군 즉위) 문과중시에 급제하여 사가독서(賜暇讀書)했다. 그뒤 강원도관찰사를 거쳐 동부승지에 올랐으나 장인 황혁(黃赫)이 김직재옥사(金直哉獄事)에 관련되어 삭직당한 뒤 칩거했다. 
1623년 김유(金瑬) 등과 함께 인조반정을 일으켜 그 공으로 정사공신(靖社功臣) 3등에 책록되고 익녕군(益寧君)에 봉해졌다. 그뒤 병조참의·대사간·대사헌·병조참판·도승지 등을 역임했고, 1628년 유효립(柳孝立)의 역모를 고변하여 영사공신(寧社功臣) 2등에 책록되고 지의금부사에 올랐다. 그뒤 예조판서·대사헌·이조판서·좌참찬·대제학 등을 역임했다. 
1636년 우의정을 거쳐 좌의정으로 재직중 병자호란이 일어나자 최명길(崔鳴吉)·이경직(李景稷)·김신국(金藎國) 등과 함께 화의(和議)를 주장하고 청나라 진영에 가 항복절차를 협의했다. 1639년 부원군(府院君)이 되었고, 이듬해 영의정에 올랐다. 1645년 소현세자(昭顯世子)가 급사한 뒤 봉림대군(鳳林大君：뒤의 효종)의 세자 책봉을 반대하고 소현세자의 아들로 세손을 삼자고 주장했으나 받아들여지지 않았다. 시·서·화에 능했고, 〈청구영언〉에 시조 1수가 전한다. 저서로 〈학곡집〉이 있다. 시호는 문정(文靖)이다.�묘는 산기슭에 위치하며, 봉분은 쌍분 합장묘로 정경부인 장수 황씨와의 합장묘이다. 석물로는 신도비 1기, 묘표 1기, 상석 1기, 향로석 1기, 망주석 2기, 문인석 2기 등이 있다.
신도비는 묘역 좌측 하단에 위치하고 있으며, 최근 비각이 건립되었다. 비의 전체 높이는 389(cm)이고, 옥개 147x95x75, 비신 92x38x224, 좌대 168x112x90(cm)으로 규모가 커 웅장한 느낌이다. 비문은 최석정이 찬(撰)하였고, 글씨는 윤순(尹淳)이 썼으며, 외현손 풍원군(豊原君)이 전(篆)을 했다. 글씨는 부분적으로 마모된 것이 많다.

## 같이 보기
- 홍서봉